# Lou Ottens
Lodewijk Frederik Ottens (n. 21 iunie 1926, Bellingwolde⁠(d), Groningen, Țările de Jos – d. 6 martie 2021, Duizel⁠(d), Eersel, Brabantul de Nord, Țările de Jos), cunoscut sub numele de Lou Ottens, a fost un inginer și inventator olandez, cel mai bine cunoscut ca inventator al casetei audio și pentru ajutorul său la dezvoltarea discului compact. Lou Ottens a fost angajatul firmei Philips în întreaga sa carieră.Ottens s-a născut în Bellingwolde pe 21 iunie 1926. Ottens a arătat un interes pentru tehnologie și meșteșuguri încă de la o vârstă fragedă.[4] În adolescență, în timpul ocupației germane a Olandei în cel de-al Doilea Război Mondial, a construit un radio pe care îl folosea pentru a asculta în secret emisiunile Radio Oranje. Pentru a evita bruiajele germane naziste, Ottens a construit radioul cu o antenă direcțională primitivă. După război, Ottens a început să urmeze cursurile Universității de Tehnologie din Delft, unde a studiat ingineria mecanică. În timp ce urma universitatea, Ottens a lucrat cu jumătate de normă ca tehnician de desen pentru o fabrică de tehnologie cu raze X. A absolvit în 1952.[5]În 1952, Ottens a fost angajat de Philips. A început în departamentul de mecanizare al Main Industry Group din Eindhoven. În 1957, s-a transferat la o fabrică Philips recent deschisă în Hasselt, Belgia. La acea vreme, această fabrică producea în principal echipamente audio, inclusiv platane, magnetofoane și difuzoare.[6]